# Waseca megye
Waseca megye az Amerikai Egyesült Államokban, azon belül Minnesota államban található. Megyeszékhelye és legnagyobb városa Waseca. Lakosainak száma 18 968 fő (2020. április 1.). Waseca megye Rice, Faribault, Steele, Freeborn, Le Sueur és Blue Earth megyékkel határos.

## Népesség
A megye népességének változása:
| Lakosok száma | 19 132 | 19 168 | 19 194 | 19 098 | 18 989 | 18 968 |
|               | 2010   | 2011   | 2012   | 2013   | 2015   | 2020   |